# Aulo Manlio Vulsone (decemviro 451 a.C.)
Aulo Manlio Vulsone (in latino Aulus Manlius Vulso; fl. V secolo a.C.) è stato un politico romano.

## Biografia
Fu inviato come ambasciatore nel 454 a.C. ad Atene, con il compito di raccogliere informazioni sulle leggi di Solone e delle altre città greche .